# Chydorus brevilabris
Chydorus brevilabris är en kräftdjursart som beskrevs av Frey 1980. Chydorus brevilabris ingår i släktet Chydorus och familjen Chydoridae. Inga underarter finns listade i Catalogue of Life.